# Trofeo Roquette Pinto
El Trofeo Roquette Pinto (Troféu Roquette Pinto, en portugués) fue un premio anual y de los más destacados de la radio, de la televisión y de la música brasileña. La premiación fue creada en 1952, por el periodista Blota Júnior, pero su primera entrega formal, fue en el año 1952. Es conocido popularmente como Roquette Pinto, en recuerdo de Edgar Roquete Pinto.

## La Historia
El trofeo era una estatuilla en forma de loro cantando frente a un micrófono.
Creado en 1950 para la radio del estado de São Paulo, a partir de 1952 pasó también a la televisión. La primera entrega tuvoel 16 de diciembre de 1952, organizada por la ACRSP (Asociación de locutores de Radio del Estado de São Paulo). En 1968, el Ministerio de Educación y Cultura instituyó un Trofeo Roquette Pinto para los mejores guionistas de Brasil.
En 1971 el premio fue suspendido por RecordTV que lo retomó en 1978. La última edición del Trofeo tuvo lugar en 1982.

## Algunos premiados
- Lima Duarte
- Osvaldo Moles
- Lolita Rodrigues